# Sand (Suldal)
Sand is een dorp in de gemeente Suldal in de provincie Rogaland in Noorwegen. Het dorp ligt aan de Sandsfjord in het historische district Ryfylke. Het dorp was tot 2015 met een veerverbinding verbonden met Ropeid.
De dorpskerk, die is gebouwd in 1852, biedt plaats aan 450 kerkgangers.

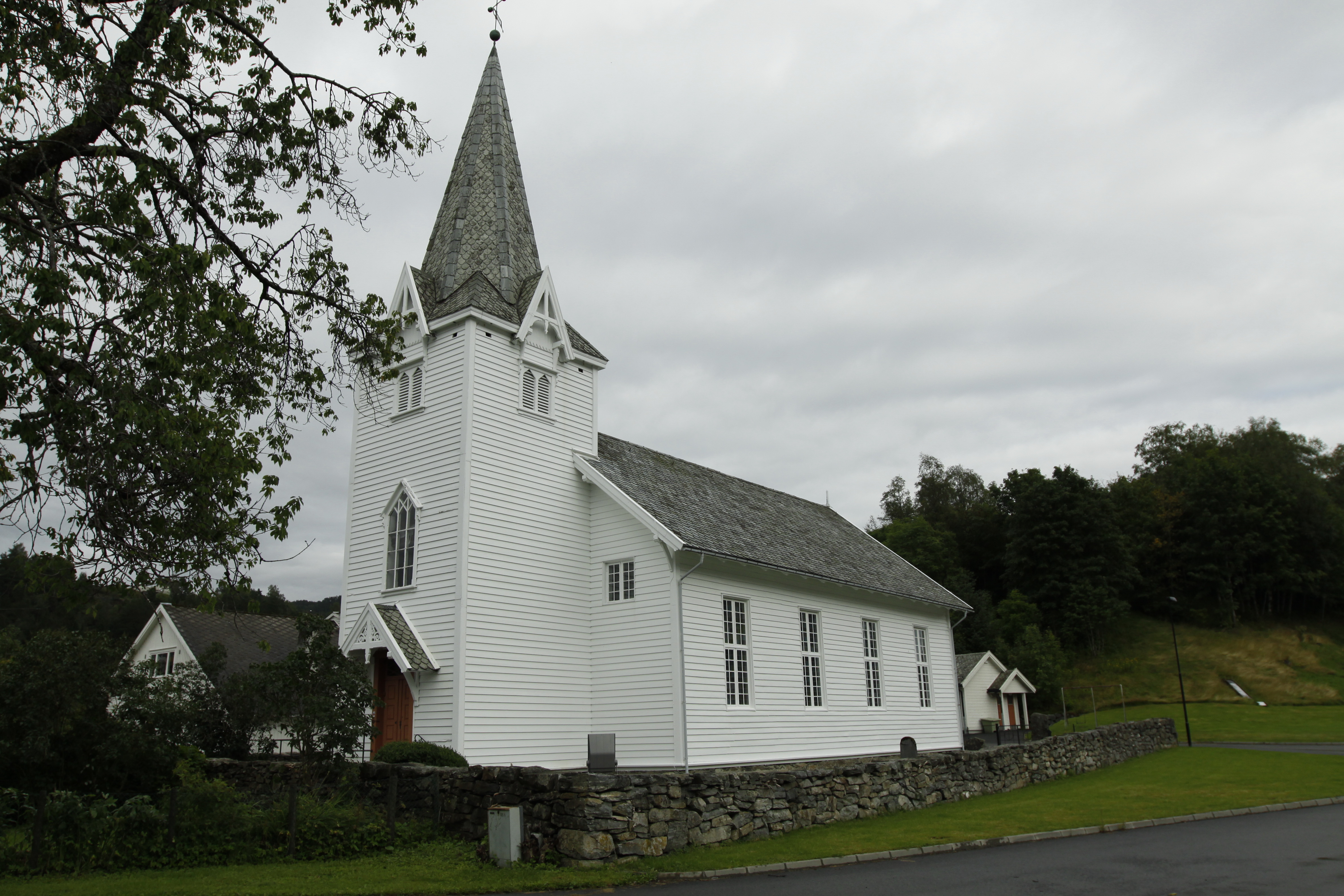
Dorpskerk